# Degré (symbole)
Ne doit pas être confondu avec ဝ, o, ๐, ㅇ ou º.
Pour les articles homonymes, voir Degré.
Le symbole degré (°, Unicode: U+00B0, HTML: &deg;) est un symbole typographique en forme de cercle et placé en exposant. Il est utilisé avec des chiffres arabes et exprime une mesure d'angle d'arc, de température (degré Celsius), d'alcool, etc.

## Confusion des degrés et o ordinal
Le symbole degré n'est pas indiqué pour abréger les adverbes ordinaux « numéro », « primo », « secundo », etc. Dans ces cas, le « o » final est mis en exposant : « nº » ou « no », « 1º » ou « 1o », « 2º » ou « 2o », selon les règles de composition typographique. Dans Unicode, le caractère U+00BA indique l’indicateur ordinal masculin affiché « º ».

## Usages historiques
L'histoire de l'utilisation de ce caractère est différente selon la technologie de représentation des caractères. Les usages typographiques se sont développés avant le développement des jeux de caractères informatiques.
En 1776, Henry Cavendish utilise le symbole degré pour l'échelle Fahrenheit.
Le symbole est utilisé dans des manuels scolaires dès 1831.
Le première utilisation connue enregistrée et moderne du symbole degré en mathématiques date de 1657.

### Jeux de caractères
D'un point de vue informatique, les caractères sont définis par des jeux de caractères qui les énumèrent en leur attribuant un identifiant numérique.
Le caractère présentant un rond en hauteur est présent dans les variantes des langues latines de l'ISO 646 ; en particulier, en position 91 pour le français et l'italien, en position 123 pour une variante espagnole, et en position 126 pour une variante du portugais. Dans ce standard, il est prévu que le caractère puisse être utilisé en tant que degré et en tant que rond en chef. Toutefois, ce caractère n'a pas été conservé dans le standard ASCII américain.
En 1964, le standard ASCII, limité à 128 caractères, n'incorpore ni le caractère-symbole ° ni le º. Dans les zones linguistiques d'Amérique du Nord et d'Europe occidentale, ces deux caractères sont ajoutés dans des extensions, limitées à 128 caractères additionnels, dès l'apparition de la Page de code 437 et de la Page de code 850 diffusés avec DOS. Les caractères ° et º sont également présents dans la page MacRoman. À partir de 1986, ces deux caractères ° et º sont repris dans les pages de code ultérieures : ISO/CEI 8859-1, ISO/CEI 8859-15 et leurs variantes propriétaires, notamment diffusés par les systèmes Windows, Unix et Mac.
Hors de ces zones linguistiques occidentales, le caractère º n'est pas présent dans différents jeux de codes utilisés, par exemple, pour l'Europe centrale, il n'est présent ni dans la Page de code 852 ni dans ISO/CEI 8859-2, qui contient le symbole degré mais pas le symbole latin,.
Finalement, ces caractères sont repris dans un nouveau jeu de caractère défini à une échelle mondiale et connu sous la marque du consortium Unicode.

### Applications
De nombreux claviers ne sont dotés que du caractère ° sans disposer des caractères º. Cela a perpétué l'usage d'écrire « n° » avec le signe degré.
Certains logiciels applicatifs permettent des usages adaptés, éventuellement par l'utilisation d'une technique de balisage. Pour donner deux exemples:
- le langage HTML permet de produire la notation nº avec la commande nº ou nº avec la commande nº ;
- le langage LaTeX permet de produire la notation nº avec la commande \no et l'extension française du langage ou de produire un symbole o supersciprt avec la commande n\textsuperscript{o}[6].

## Typographie
Le symbole degré suit son nombre, en français et en anglais. Selon le cas, une espace insécable doit ou ne doit pas séparer le nombre du symbole degré :
- pour les angles et les cas les plus simples ou informels, le symbole suit immédiatement le nombre. Par exemple, un angle droit peut être décrit comme « un angle de 90° », et on peut dire « Il a fait 18° hier. » s'il est clair qu'il s'agit de degrés Celsius dans le contexte ;
- lorsque le caractère degré est combiné à l'abréviation précisant l'échelle utilisée pour former un symbole plus précis, comme c'est souvent le cas pour indiquer des températures, une espace doit le séparer du nombre, comme dans « 25 °C », « 77 °F » ou « 65 °Bx »[7][8].